# 第64回カンヌ国際映画祭
第64回カンヌ国際映画祭（だい64かいカンヌこくさいえいがさい）は、2011年5月11日から22日まで開催された。
コンペティション部門はアメリカ合衆国の俳優であるロバート・デ・ニーロ、短編部門はフランスの映画監督のミシェル・ゴンドリー、カメラ・ドールは韓国の映画監督のポン・ジュノが審査委員長を務めた。
オープニング作品はウディ・アレン監督、脚本の『ミッドナイト・イン・パリ』である。オープニング及びクロージング・セレモニーでの司会はメラニー・ロランが務めた。
名誉賞は、イタリアの映画監督であるベルナルド・ベルトルッチに贈られた。ある視点部門のオープニングはガス・ヴァン・サント監督の『永遠の僕たち』である。

## 公式選出
以下の映画が公式選出作品として上映される:
|                  | 日本語題                 | 原題              | 監督               | 製作国   |
| ---------------- | ------------------------ | ----------------- | ------------------ | -------- |
| オープニング作品 | ミッドナイト・イン・パリ | Midnight in Paris | ウディ・アレン     | アメリカ |
| クロージング作品 | 愛のあしあと             | Les Bien-aimés    | クリストフ・オノレ | フランス |

### コンペティション部門
| 日本語題                             | 原題                                        | 監督                             | 製作国         |
| ------------------------------------ | ------------------------------------------- | -------------------------------- | -------------- |
| 私が、生きる肌                       | La piel que habito                          | ペドロ・アルモドバル             | スペイン       |
| メゾン ある娼館の記憶                | L'Apollonide (Souvenirs de la maison close) | ベルトラン・ボネロ               | フランス       |
|                                      | Pater                                       | アラン・カヴァリエ               | フランス       |
| フットノート                         | Herat Shulayiml                             | ヨセフ・シダー                   | イスラエル     |
| 昔々、アナトリアで                   | Bir Zamanlar Andolu'da                      | ヌリ・ビルゲ・ジェイラン         | トルコ         |
| 少年と自転車                         | Le Gamin au vélo                            | ダルデンヌ兄弟                   | ベルギー       |
| アーティスト                         | The Artist                                  | ミシェル・アザナヴィシウス       | フランス       |
| ル・アーヴルの靴みがき               | Le Havre                                    | アキ・カウリスマキ               | フィンランド   |
| 朱花の月                             | 朱花の月                                    | 河瀬直美                         | 日本           |
| スリーピング ビューティー/禁断の悦び | Sleeping Beauty                             | ジュリア・リー                   | オーストラリア |
| パリ警視庁:未成年保護部隊            | Polisse                                     | マイウェン                       | フランス       |
| ツリー・オブ・ライフ                 | The Tree of Life                            | テレンス・マリック               | アメリカ合衆国 |
|                                      | La source des femmes                        | ラデュ・ミヘイレアニュ           | フランス       |
| 一命                                 | 一命                                        | 三池崇史                         | 日本           |
| ローマ法王の休日                     | Habemus Papam                               | ナンニ・モレッティ               | イタリア       |
| 少年は残酷な弓を射る                 | We Need to Talk About Kevin                 | リン・ラムジー                   | イギリス       |
| ミヒャエル                           | Michael                                     | マルクス・シュラインツァー       | オーストリア   |
| きっと ここが帰る場所                | This Must Be the Place                      | パオロ・ソレンティーノ           | イタリア       |
| メランコリア                         | Melancholia                                 | ラース・フォン・トリアー         | デンマーク     |
| ドライヴ                             | Drive                                       | ニコラス・ウィンディング・レフン | アメリカ       |

### ある視点
| 日本語題                       | 原題                       | 監督                                   | 製作国         |
| ------------------------------ | -------------------------- | -------------------------------------- | -------------- |
|                                | Okhotnik                   | バクール・バクラーゼ                   | ロシア         |
|                                | Halt auf freier Strecke    | アンドレアス・ドレーゼン               | ドイツ         |
| アウトサイド・サタン           | Hors Satan                 | ブリュノ・デュモン                     | フランス       |
| マーサ、あるいはマーシー・メイ | Martha Marcy May Marlene   | ショーン・ダーキン                     | アメリカ       |
| キリマンジャロの雪             | Les Neiges du Kilimandjaro | ロベール・ゲディギャン                 | フランス       |
|                                | Skoonheid                  | オリヴァー・ハーマナス                 | 南アフリカ     |
| 次の朝は他人                   | 북촌 방향                  | ホン・サンス                           | 韓国           |
| Bonsai 〜 盆栽                 | Bonsái                     | クリスチャン・ヒメネス                 | チリ           |
| TATSUMI                        | Tatsumi                    | エリック・クー                         | シンガポール   |
| アリラン                       | 아리랑                     | キム・ギドク                           | 韓国           |
| 私たちはどこに行くの?          | Where Do We Go Now?        | ナディーン・ラバキー                   | レバノン       |
|                                | Loverboy                   | カタリン・ミツレスク                   | ルーマニア     |
| 哀しき獣                       | 황해                       | ナ・ホンジン                           | 韓国           |
|                                | Miss Bala                  | ヘラルド・ナランホ                     | メキシコ       |
|                                | Trabalhar Cansa            | ジュリアナ・ ロジャス マルコ・ドゥトラ | ブラジル       |
| 永遠の僕たち                   | Restless                   | ガス・ヴァン・サント                   | アメリカ       |
| 大臣と影の男                   | L'Exercice de l'État       | ピエール・ショレール                   | フランス       |
|                                | Toomelah                   | アイヴァン・セン                       | オーストラリア |
| オスロ、8月31日                | Oslo, 31. august           | ヨアキム・トリアー                     | ノルウェー     |
| エレナの惑い                   | Елена                      | アンドレイ・ズビャギンツェフ           | ロシア         |
|                                | به امید دیدار              | モハマド・ラスロフ                     | イラン         |

### コンペティション外
| 日本語題                              | 原題                                        | 監督                 | 製作国   |
| ------------------------------------- | ------------------------------------------- | -------------------- | -------- |
| ミッドナイト・イン・パリ              | Midnight in Paris                           | ウディ・アレン       | アメリカ |
|                                       | La Conquête                                 | Xavier Durringer     | フランス |
| それでも、愛してる                    | The Beaver                                  | ジョディ・フォスター | アメリカ |
| 愛のあしあと                          | Les Bien-aimés                              | クリストフ・オノレ   | フランス |
| パイレーツ・オブ・カリビアン/生命の泉 | Pirates of the Caribbean: On Stranger Tides | ロブ・マーシャル     | アメリカ |

### ミッドナイト・スクリーニング
| 日本語題         | 原題           | 監督             | 製作国   |
| ---------------- | -------------- | ---------------- | -------- |
| 捜査官X          | 武侠           | ピーター・チャン | 香港     |
| クライム・シティ | Dias de gracia | Everardo Gout    | メキシコ |

### スペシャル・スクリーニング
| 日本語題         | 原題                            | 監督                   | 製作国     |
| ---------------- | ------------------------------- | ---------------------- | ---------- |
|                  | Labrador                        | Frederikke Aspöck      | デンマーク |
|                  | Le Maître des forges de l'Enfer | リティ・パニュ         | フランス   |
|                  | Michel Petrucciani              | マイケル・ラドフォード | フランス   |
| ラルザックの奇蹟 | Tous au Larzac                  | クリスチャン・ルオー   | フランス   |

### シネファウンデーション
映画学校の生徒が製作した映画を上映する「シネファウンデーション」では以下の作品が上映される:
| 英題                                    | 原題                    | 監督                                  | 学校                                      |
| --------------------------------------- | ----------------------- | ------------------------------------- | ----------------------------------------- |
| Cagey Tigers                            | N/A                     | Aramisova                             | FAMU, チェコ                              |
| Suu and Uchikawa                        | Suu et Uchikawa         | Nathanael Carton                      | NYU Asia, シンガポール                    |
| The Trip                                | A viagem                | Simão Cayette                         | コロンビア大学、 アメリカ                 |
| On My Doorstep                          | Befetach beity          | Anat Costi                            | ベツァルエル美術デザイン学院、 イスラエル |
| The Agony and Sweat of the Human Spirit | N/A                     | D. Jesse Damazo and Joe Bookman       | アイオワ大学、 アメリカ                   |
| Lunchbox Story                          | Bento monogatari        | Pieter Dirkx                          | Hogeschool Sint-Lukas, ベルギー           |
| The Letter                              | Der Brief               | Doroteya Droumeva                     | dffb, ドイツ                              |
| Duel Before Nightfall                   | Duelo antes da notte    | Alice Furtado                         | Universidade Federal Fluminense, ブラジル |
| Drari                                   | N/A                     | Kamal Nazraq                          | La Fémis, フランス                        |
| Salsipuedes                             | N/A                     | Mariano Luque                         | コルドバ国立大学、 アルゼンチン           |
| The Wedding Party                       | La fiesta de casamiente | Gastón Margolin and Martín Morgenfeld | Universidad del Cine, アルゼンチン        |
| Till Summer Comes                       | L'estate che non viene  | Pasquale Marino                       | イタリア国立映画実験センター、 イタリア   |
| Big Muddy                               | N/A                     | Jefferson Moneo                       | コロンビア大学、 アメリカ                 |
| Martha Must Fly                         | Al Martha lauf          | Ma'ayan Rypp                          | テルアビブ大学、 イスラエル               |
| Fly by Night                            | Ya-gan-bi-hang          | Son Tae-gyum                          | 中央大学校、 韓国                         |
| Changeling                              | Der Wechselbalg         | Maria Steinmetz                       | HFF Konrad Wolf, ドイツ                   |

## 審査員

### コンペティション部門
- ロバート・デ・ニーロ、 アメリカ合衆国、俳優（審査員長）[11][12][13]
- ジュード・ロウ、 イギリス、俳優
- ユマ・サーマン、 アメリカ合衆国、俳優
- マルティナ・グスマン、 アルゼンチン、俳優・プロデューサー
- ナンサン・シー、 香港、プロデューサー
- リン・ウルマン、 ノルウェー、批評家・脚本家
- オリヴィエ・アサヤス、 フランス、監督
- マハマト＝サレ・ハルーン、 カナダ、監督
- ジョニー・トー、 香港、監督・プロデューサー

### ある視点
- エミール・クストリッツァ、 セルビア、監督（審査員長）
- エロディ・ブシェーズ、 フランス、俳優
- ピーター・ブラッドショ、 イギリス、批評家
- ジェフリー・ギルモア、 アメリカ合衆国、トライベッカ・エンタープライゼズのクリエイティヴ・ディレクター
- ダニエラ・ミッシェル、 メキシコ、Morelia Festivalの監督

### シネファウンデーション及び短編映画
- ミシェル・ゴンドリー、 フランス、監督（審査員長）
- ジュリー・ガイエ、 フランス、俳優・プロデューサー
- ジェシカ・ハウスナー、 オーストリア、監督・プロデューサー
- コルネリウ・ポルンボユ、 ルーマニア、監督
- ジョアン・ペドロ・ロドリゲス、 ポルトガル、監督

### カメラ・ドール
- ポン・ジュノ、 韓国、監督（審査員長）
- ダニエル・ヘイマン、 フランス、批評家
- エヴァ・ヴェゼル、 ハンガリー、Head of Magyar Filmunio
- ロベール・アラズラキ、 フランス、撮影監督
- ダニエル・カラード、 フランス、manager of Cinedia laboratory
- ジャック・マイヨ、 フランス、監督
- アレックス・メイソン、 フランス、批評家

## 受賞結果
公式選出
- コンペティション部門
  - パルム・ドール - 『ツリー・オブ・ライフ』（テレンス・マリック）
  - グランプリ - 『昔々、アナトリアで』 （ヌリ・ビルゲ・ジェイラン）、『少年と自転車』（ジャン＝ピエール&リュック・ダルデンヌ）
  - 監督賞 - ニコラス・ウィンディング・レフン （『ドライヴ』）
  - 脚本賞 - ヨセフ・シダー （『フットノート』）
  - 審査員賞 - 『パリ警視庁:未成年保護部隊』（マイウェン）
  - 女優賞 - キルスティン・ダンスト （『メランコリア』）
  - 男優賞 - ジャン・デュジャルダン （『アーティスト』）
  - カメラ・ドール - パブロ・ジョルジェーリ （『アカシアの通る道』）
  - 短編パルム・ドール – 『Cross』 （Maryna Vroda）

- ある視点[14]
  - ある視点賞 - 『アリラン』（キム・ギドク）、 『Stopped on Track』 （アンドレアス・ドレーゼン）
  - 特別審査員賞 - 『エレナの惑い』 （アンドレイ・ズビャギンツェフ）
  - 監督賞 - ムハマド・ラスロフ（『グッドバイ』）

- シネファウンデーション
  - 1位 - The Letter （Doroteya Droumeva）
  - 2位 - Drari （Kamal Nazraq）
  - 3位 - Fly by Night （Son Tae-gyum）

独立選出
- 批評家週間[15]
  - Grand Prix Nespresso - 『テイク・シェルター』（ジェフ・ニコルズ）
  - 特別審査員賞 - スノータウン （ジャスティン・カーゼル）
  - Prix SACD - 『テイク・シェルター』（ジェフ・ニコルズ）
  - ACID/CCAS Prize - 『アカシアの通る道』 （パブロ・ジョルジェーリ）
  - Very Young Critics Prize - 『アカシアの通る道』 （パブロ・ジョルジェーリ）

独立賞
- FIPRESCI賞[16]
  - コンペティション部門 - 『ル・アーヴルの靴みがき』（アキ・カウリスマキ）
  - ある視点 - 『大臣と影の男』（ピエール・ショレール）
  - 批評家週間または監督週間 - 『テイク・シェルター』（ジェフ・ニコルズ）

- エキュメニカル審査員賞
  - エキュメニカル審査員賞 - 『きっと ここが帰る場所』（パオロ・ソレンティーノ）
  - 次点 - 『ル・アーヴルの靴みがき』（アキ・カウリスマキ）
  - 次点 - 『私たちはどこに行くの?』 （ナディーン・ラバキー）

- パルム・ドッグ賞[17]
  - パルム・ドッグ賞 - アギー（『アーティスト』）
  - 審査員特別賞 - ライカ（『ル・アーヴルの靴みがき』）

- クィア・パルム[18]
  - クィア・パルム賞 - Beauty （オリヴァー・ハーマナス）